# Giuseppe Manfredi (politico 1828)
Giuseppe Manfredi (Cortemaggiore, 17 marzo 1828 – Roma, 6 novembre 1918) è stato un magistrato, politico e patriota italiano.
Ricoprì diverse cariche a livello locale, fino alla nomina prima a Procuratore generale presso la Corte di cassazione, poi nel 1867 a senatore del Regno, di cui fu Presidente dal 1908 al 1918. Fu l'animatore dei moti risorgimentali del 1859 nella zona di Piacenza e di Parma. Fece parte, insieme a Giuseppe Mischi e a Fabrizio Gavardi del governo provvisorio di Piacenza alla partenza degli Austriaci nel 1859, fu poi membro dei vari governi che si susseguirono e organizzatore dei plebisciti che sancirono l'annessione del ducato parmense al regno sabaudo. Si dedicò poi alla carriera di magistrato.